# Distretto di Ban Phaeng
Il distretto di Ban Phaeng (in thailandese: บ้านแพง) è un distretto (amphoe) della Thailandia, situato nella provincia di Nakhon Phanom.